# Welliton
Welliton Soares de Morais (Conceição do Araguaia, Pará, Brasil, 22 de octubre de 1986), o simplemente Welliton, es un futbolista brasileño. Juega como delantero y su equipo es el Goiás E. C. del Campeonato Brasileño de Serie A.

## Trayectoria
Welliton comenzó su carrera en el club brasileño del Goiás E. C. y en julio de 2007 fue traspasado al Spartak de Moscú, firmando un contrato de cinco años.
En su primera temporada, Welliton anotó seis goles en sus primeros nueve partidos de liga. Sin embargo, su buen comienzo de liga fue interrumpido por una lesión muscular que le dejó de baja durante diez meses.
Tras un exitoso retorno en 2009, Welliton ayudó al Spartak a alcanzar un puesto en la Liga de Campeones de la UEFA tras su octavo puesto en la liga en 2008. Anotó su primera tripleta de su carrera el 8 de agosto de 2009 ante el Spartak Nalchik y en los últimos siete partidos marcó seis goles para asegurarse el título de máximo goleador con 21 goles.
La siguiente temporada también fue prolífica para el ariete brasileño. En agosto de 2010, Welliton anotó dos tripletas consecutivas. La primera de ellas, el 15 de agosto, fue ante sus rivales locales del FC Lokomotiv Moscú en una victoria a domicilio por 2-3. La segunda fue el 21 de agosto ante el Tom Tomsk en una victoria 4-2 en Moscú. Esta última tripleta fue lograda en seis minutos, convirtiéndose en la tripleta más rápida en la historia del club (el anterior registro lo tenía Vladimir Beschastnykh en nueve minutos). Sus buenas actuaciones hicieron que equipos como el Arsenal F. C., Liverpool F. C. o el F. C. Porto se interesaran en él, ambos conjuntos ofrecieron 12 millones de euros para llevarse al delantero brasileño. El Spartak de Moscú lo tasó en 14 millones de euros.
.

## Polémica
El 5 de mayo de 2014 fue detenido en Vigo (España) a las 5 de la madrugada por quintuplicar la tasa de alcohol, a gran velocidad, saltándose varios semáforos en rojo cuando venia de la gasolinera de plaza de España después de comprar cajas de cerveza "Estrella Galicia". Le acompañaban en el coche un amigo y cuatro mujeres.

## Internacional
Welliton aún no ha recibido ninguna llamada para ser convocado con la selección brasileña y ha expresado su interés en representar a Rusia.

## Clubes
| Club                         | País                   | Año       |
| ---------------------------- | ---------------------- | --------- |
| Goiás E. C.                  | Brasil                 | 2005-2007 |
| Ituano F. C. (cedido)        | Brasil                 | 2005      |
| F. C. Spartak Moscú          | Rusia                  | 2007-2014 |
| Grêmio F.-B. P. A. (cedido)  | Brasil                 | 2013      |
| São Paulo F. C. (cedido)     | Brasil                 | 2013      |
| R. C. Celta de Vigo (cedido) | España                 | 2014      |
| Mersin İdmanyurdu            | Turquía                | 2014-2016 |
| Kayserispor                  | Turquía                | 2016-2017 |
| Sharjah F. C.                | Emiratos Árabes Unidos | 2017-2019 |
| Al-Wasl F. C.                | Emiratos Árabes Unidos | 2019-2020 |
| Sharjah F. C.                | Emiratos Árabes Unidos | 2020-2021 |
| Goiás E. C.                  | Brasil                 | 2021-     |

## Palmarés

### Distinciones individuales
| Distinción                                             | Año  |
| ------------------------------------------------------ | ---- |
| Máximo goleador de la Liga Premier de Rusia (21 goles) | 2009 |
| Máximo goleador de la Liga Premier de Rusia (19 goles) | 2010 |